# Бишура
Бишура — деревня в Тобольском районе Тюменской области. Входит в сельское поселение Кутарбитское.

## Население
Деревня опустела с связи с пожаром, и переехала в Новую Бишуру. Сейчас в деревне есть 4 участка домов.
| 2010 |
| ---- |
| 0    |